# Ungern i olympiska sommarspelen 1992
Ungern deltog i de olympiska sommarspelen 1992 med en trupp bestående av 217 deltagare, och totalt blev det 30 medaljer.

## Boxning
Lätt flugvikt
- Pál Lakatos
  - Första omgången — Besegrade Vladimir Ganzcenko (EUN), RSC-2
  - Andra omgången — Besegrade Dong-Bum Cho (KOR), 20:15
  - Kvartsfinal — Förlorade mot Daniel Petrov (ROM), 8:17

Lättvikt
- János Petrovics
  - Första omgången — Förlorade mot Moses Odion (NIG),

## Bågskytte
Damernas individuella
- Judit Kovacs — Åttondelsfinal, 16:e plats (1-1)
- Marina Szendei — Rankningsrunda, 35:e plats (0-0)
- Timea Kiss — Rankningsrunda, 54:e plats (0-0)

Damernas lagtävling
- Kovacs, Szendei och Kiss — Åttondelsfinal, 15:e plats (0-1)

## Cykling
Damernas linjelopp
- Eva Izsak
  - Final — 2:29:22 (→ 51:a plats)

## Friidrott
Herrarnas 400 meter
- Tamás Molnár

Herrarnas 10 000 meter
- Zoltán Káldy
  - Heat — 28:21.96
  - Final — 28:34.21 (→ 12:e plats)

Herrarnas maraton
- Gyula Borka — 2:20.46 (→ 38:e plats)
- Csaba Szűcs — fullföljde inte (→ ingen placering)

Herrarnas 20 kilometer gång
- Sándor Urbanik
  - Final — 1:26:08 (→ 8:e plats)

Herrarnas stavhopp
- István Bagyula

Herrarnas längdhopp
- László Szalma
  - Kval — 7.47 m (→ gick inte vidare)

- Csaba Almási
  - Kval — 7.69 m (→ gick inte vidare)

Herrarnas släggkastning
- Tibor Gécsek
  - Kval — 76.48 m
  - Final — 77.78 m (→ 4:e plats)

Herrarnas diskuskastning
- Attila Horváth
  - Kval — 62.26 m
  - Final — 62.82 m (→ 5:e plats)

- József Ficsór
  - Kval — 58.84 m (→ gick inte vidare)

Herrarnas tiokamp
- Dezső Szabó
- Sándor Munkácsy

Damernas 200 meter
- Ágnes Kozáry

Damernas 400 meter
- Judit Forgács

Damernas maraton
- Karolina Szabó — 2:40.10 (→ 11:e plats)

Damernas 4 x 400 meter stafett
- Edit Molnár
- Ágnes Kozáry
- Éva Baráti
- Judit Forgács

Damernas 10 kilometer gång
- Mária Urbanik
  - Final — 45:50 (→ 12:e plats)

- Ildikó Ilyés
  - Final — 45:54 (→ 13:e plats)

- Andrea Alföldi
  - Final — 46:35 (→ 18:e plats)

Damernas höjdhopp
- Judit Kovács
  - Kval — 1.90 m (→ gick inte vidare)

Damernas längdhopp
- Rita Ináncsi

Damernas spjutkastning
- Kinga Zsigmond
  - Kval — 60.74 m
  - Final — 56.54 m (→ 10:e plats)

Damernas sjukamp
- Rita Ináncsi

## Fäktning
Herrarnas florett
- Zsolt Érsek
- István Busa
- Róbert Kiss

Herrarnas florett, lag
- István Busa, Zsolt Érsek, Róbert Gátai, Róbert Kiss, Zsolt Németh

Herrarnas värja
- Iván Kovács
- Krisztián Kulcsár
- Ferenc Hegedűs

Herrarnas värja, lag
- Iván Kovács, Krisztián Kulcsár, Ferenc Hegedűs, Ernő Kolczonay, Gábor Totola

Herrarnas sabel
- Bence Szabó
- Csaba Köves
- György Nébald

Herrarnas sabel, lag
- Bence Szabó, Csaba Köves, György Nébald, Péter Abay, Imre Bujdosó

Damernas florett
- Zsuzsa Némethné Jánosi
- Gertrúd Stefanek
- Ildikó Nébaldné Mincza

Damernas florett, lag
- Gabriella Lantos, Ildikó Nébaldné Mincza, Zsuzsa Némethné Jánosi, Ildikó Pusztai, Gertrúd Stefanek

## Handboll
Herrar
Gruppspel
| Lag             | Pld | W | D | L | GF  | GA  | GD  | Poäng |
| --------------- | --- | - | - | - | --- | --- | --- | ----- |
| Sverige         | 5   | 5 | 0 | 0 | 120 | 86  | +44 | 10    |
| Island          | 5   | 3 | 1 | 1 | 101 | 99  | +2  | 7     |
| Sydkorea        | 5   | 3 | 0 | 2 | 114 | 117 | −3  | 6     |
| Ungern          | 5   | 2 | 0 | 3 | 102 | 108 | −6  | 4     |
| Tjeckoslovakien | 5   | 1 | 1 | 3 | 94  | 92  | +2  | 3     |
| Brasilien       | 5   | 0 | 0 | 5 | 96  | 125 | −29 | 0     |

| Results         | Sverige | Island | Sydkorea | Ungern | Tjeckoslovakien | Brasilien |
| --------------- | ------- | ------ | -------- | ------ | --------------- | --------- |
| Sverige         |         | 25–18  | 28–18    | 25–21  | 20–14           | 22–15     |
| Island          | 18–25   |        | 26–24    | 22–16  | 16–16           | 19–18     |
| Sydkorea        | 18–28   | 24–26  |          | 22–18  | 20–19           | 30–26     |
| Ungern          | 21–25   | 16–22  | 18–22    |        | 20–18           | 27–21     |
| Tjeckoslovakien | 14–20   | 16–16  | 19–20    | 18–20  |                 | 27–16     |
| Brasilien       | 15–22   | 18–19  | 26–30    | 21–27  | 16–27           |           |

## Modern femkamp
Herrarnas individuella tävling
- Attila Mizsér
- László Fábián
- Attila Kálnoki Kis

Herrarnas lagtävling
- Attila Mizsér, László Fábián och Attila Kálnoki Kis

## Ridsport
Individuell hoppning
- Vilmos Göttler

Individuell fälttävlan
- Attila Soós, Jr.
- Tibor Herczegfalvy
- Attila Ling
- Zsolt Bubán

Lagtävling i fälttävlan
- Attila Soós, Jr.
- Tibor Herczegfalvy
- Attila Ling
- Zsolt Bubán

## Simhopp
Damernas 3 m
- Ágnes Gerlach
  - Kval — 265,86 points (→ gick inte vidare, 18:e plats)

Damernas 10 m
- Ibolya Nagy
  - Kval — 269,52 points (→ gick inte vidare, 21:a plats)

- Brigitta Cserba
  - Kval — 236,10 points (→ gick inte vidare, 27:e plats)

## Tennis
Herrsingel
- László Markovits
  - Första omgången — Förlorade mot Mark Koevermans (Nederländerna) 2-6, 3-6, 6-2, 2-6

Herrdubbel
- László Markovits och Sándor Noszály
  - Första omgången — Förlorade mot George Cosac och Dinu Pescariu (Rumänien) retired